# كوسوكه سود
كوسوكه سود (باليابانية: 須田 興輔) (4 فبراير 1980 في كوغا في اليابان – )؛ هو لاعب كرة قدم ياباني سابق كان يلعب كمدافع.

## وصلات خارجية
- كوسوكه سود على موقع رابطة كرة القدم اليابانية للمحترفين (اليابانية)